# Poison'd!
Poison'd!, ook bekend als Apostrophe D, is het zevende studioalbum van de Amerikaanse glam metalband Poison. Het album, dat op 5 juni 2007 door EMI werd uitgegeven, bevatte 13 covers van hun favoriete rockklassiekers. De eerste single van het album dat uitgegeven werd, was "What I Like About You", een cover van The Romantics.
Het album startte op plaats 32 in de Billboard 200, met een verkoop van 21 000 exemplaren in de eerste week.

## Lijst van nummers
1. "Little Willy" - 3:18
  - Cover van het gelijknamige lied uit het album The Sweet featuring Little Willy & Block Buster van The Sweet
2. "Suffragette City" - 2:57
  - Cover van het gelijknamige lied uit het album The Rise and Fall of Ziggy Stardust and the Spiders from Mars van David Bowie
3. "I Never Cry" - 3:33
  - Cover van het gelijknamige lied uit het album Alice Cooper Goes to Hell van Alice Cooper
4. "I Need to Know" - 2:21
  - Cover van het gelijknamige lied uit het album You're Gonna Get It! van Tom Petty and the Heartbreakers
5. "Can't You See" - 4:57
  - Cover van het gelijknamige lied uit het album The Marshall Tucker Band van The Marshall Tucker Band
6. "What I Like About You" - 2:59
  - Cover van het gelijknamige lied uit het album The Romantics van The Romantics
7. "Dead Flowers" - 4:21
  - Cover van het gelijknamige lied uit het album Sticky Fingers van The Rolling Stones
8. "Just What I Needed" - 3:36
  - Cover van het gelijknamige lied uit het album The Cars van The Cars
9. "Rock and Roll All Nite" - 3:35
  - Cover van het gelijknamige lied uit het album Dressed to Kill van Kiss
10. "Squeeze Box" - 2:30
  - Cover van het gelijknamige lied uit het album The Who by Numbers van The Who
11. "You Don't Mess Around with Jim" - 3:06
  - Cover van het gelijknamige lied uit het album You Don't Mess Around with Jim van Jim Croce
12. "Your Mama Don't Dance" - 3:01
  - Cover van het gelijknamige lied uit het album Loggins and Messina van Loggins & Messina
13. "We're an American Band" - 3:09
  - Cover van het gelijknamige lied uit het album We're an American Band van Grand Funk Railroad
14. "SexyBack" - 4:02
  - Cover van het gelijknamige lied uit het album FutureSex/LoveSounds van Justin Timberlake (bonusnummer op de Wal-Mart-versie)